# 荒井良平
荒井 良平（あらい りょうへい、1901年10月22日 - 1980年10月22日）は、日本の映画監督、脚本家、俳優である。

## 人物・来歴
1901年（明治34年）10月22日、長野県上田市に生まれる。
長じて東京に移ったが、1923年（大正12年）9月1日に関東大震災が起き、焼け出されて大阪に移る。当時、日活大将軍撮影所の時代劇の原作募集に応募、入選した。これをきっかけに同所の池永浩久の面接を受けて、監督志望である旨を伝えたが、俳優研究生として同社に入社した。記録に残るもっとも早い時期の出演作は、1926年（大正15年）2月28日に公開された楠山律監督の現代劇『愛の貴公子』における「滝川耀子の父・義人」役で、満24歳にして宮部静子の父親役を演じた。1928年（昭和4年）8月、同社を退社、福井に人造絹糸の工場を開き、実業家に転身する。
1929年（昭和4年）、新設された日活太秦撮影所（のちの大映京都撮影所、現存せず）に復帰、同年3月31日に公開された池田富保監督の『英傑秀吉』に出演したのを最後に、助監督に転向、池田富保、仏生寺弥作、伊藤大輔に師事した。1933年（昭和8年）1月10日に公開された『新蔵兄弟』で映画監督としてデビューした。『水戸黄門 来国次の巻』（1934年）、『水戸黄門 密書の巻』（1935年）、『水戸黄門 血刃の巻』（同）、『牢獄の花嫁』（1939年）、『鍔鳴浪人』（同）等のヒット作を手がけ、「ドル箱監督」としての地位を築いた。1942年（昭和17年）、大日本帝国陸軍第25軍報道部に所属して、マレー半島およびスマトラ島に配置される。
第二次世界大戦終結後は、1947年（昭和22年）9月には、マキノ眞三のマキノ映画で短篇教育映画『ゴムまり』を監督、1948年（昭和23年）9月28日に公開された『サザエさん 前後篇』（『サザエさん 七転八起の巻』）を監督した。1953年（昭和28年）からは大映京都撮影所と契約した。1959年、テレビドラマ『アチャコ武芸帖』を最後に監督を引退(テレビドラマデータベースでは1957年（昭和32年）に放映されたテレビ映画『甘から横丁』が、荒井の「監督引退記念作」とされる)。をその後は、調布の日活撮影所で端役を演じたりした。晩年は、瀬戸内海の小豆島に移住した。
1980年（昭和55年）10月22日、香川県小豆郡内海町（現在の同県同郡小豆島町内海地区）で死去した。生没同日、満79歳没。
1997年（平成9年）11月に行われた第10回東京国際映画祭「ニッポン・シネマ・クラシック」部門で、山中貞雄とともに応援監督として参加した『大菩薩峠 第一篇 甲源一刀流の巻』（監督稲垣浩、1935年）が上映された。

## フィルモグラフィ
特筆以外すべてクレジットは「監督」である。公開日の右側には役名、および東京国立近代美術館フィルムセンター（NFC）、マツダ映画社所蔵等の上映用プリントの現存状況についても記す。同センター等に所蔵されていないものは、とくに1940年代以前の作品についてはほぼ現存しないフィルムである。

### 日活大将軍撮影所
すべて製作は「日活大将軍撮影所」、配給は「日活」、すべてサイレント映画である。
- 『愛の貴公子』 : 監督楠山律、1926年2月28日公開 - 出演「滝川耀子の父・義人」役
- 『太陽に直面する男』 : 監督中山呑海、1926年4月30日公開 - 出演「神崎源太郎」役
- 『更生』 : 監督田坂具隆、1927年11月5日公開 - 出演「富豪・芦澤照徳」役
- 『意気衝天』 : 監督三枝源次郎、1928年6月8日公開 - 出演「巡査」役
- 『新日本の健児』 : 監督三枝源次郎、1928年6月22日公開 - 出演「跣のナタ」役
- 『笑はぬ良人』 : 監督三枝源次郎、1928年8月26日公開 - 出演「技師」役

### 日活太秦撮影所
すべて製作は「日活太秦撮影所」、配給は「日活」、すべてサイレント映画である。
- 『建国史 尊王攘夷』 : 監督池田富保、1927年10月1日公開 - 出演「鷹司輔熈卿」役、120分尺で現存・『尊王攘夷』題でDVD発売（日本名作劇場）
- 『維新の京洛 竜の巻 虎の巻』 : 監督池田富保、1928年9月27日公開 - 出演「二條斉敬卿」役
- 『英傑秀吉』 : 監督池田富保、1929年3月31日公開 - 出演「足軽三八」役
- 『馬子の唄』 : 監督仏生寺弥作、1930年1月31日公開 - 助監督
- 『高瀬舟』 : 監督仏生寺弥作、1930年3月28日公開 - 助監督
- 『素浪人忠弥』 : 監督伊藤大輔、1930年7月15日公開 - 助監督
- 『仇討選手』 : 監督内田吐夢、1931年12月18日公開 - 助監督、約29秒の断片のみが現存（大阪芸術大学所蔵[11]）
- 『新蔵兄弟』 : 1933年1月10日公開 - 監督デビュー作
- 『伊庭八郎』 : 1933年3月8日公開
- 『龍造寺大助』 : 1933年7月1日公開
- 『武士道くづれ雁』 : 1933年10月26日公開
- 『血戦大利根嵐』 : 1934年2月15日公開

### 日活京都撮影所
特筆以外すべて製作は「日活京都撮影所」（太秦）、配給は「日活」、特筆以外すべてトーキーである。
- 『任侠二筋道』 : サイレント映画、1934年8月23日公開 - 原作・脚本・監督
- 『水戸黄門 来国次の巻』 : サイレント映画、1934年11月1日公開 - 監督、50分尺で現存（マツダ映画社所蔵[10]）
- 『水戸黄門 密書の巻』 : サウンド版、1935年1月15日公開 - 監督、1分の断片のみが現存（NFC所蔵[5]） / 49分尺で現存（マツダ映画社所蔵[10]）
- 『水戸黄門 血刃の巻』 : サウンド版、1935年4月3日公開 - 監督、1分の断片のみが現存（NFC所蔵[5]） / 77分尺で現存（マツダ映画社所蔵[10]）
- 『突っかけ侍』 : 1935年8月25日公開
- 『大菩薩峠 第一篇 甲源一刀流の巻』 : 監督稲垣浩、1935年11月15日公開 - 応援監督（山中貞雄と共同）、77分尺で現存（NFC所蔵[5]）
- 『江戸の春遠山桜』（『江戸の春 遠山櫻』[7]） : 1936年1月23日公開
- 『勘太郎月の唄』 : 1936年5月21日公開
- 『東の伊達男』 : 1936年11月5日公開
- 『浮世三味線 第一絃』 : 1937年4月公開
- 『白浪五人男』 : 1938年1月7日公開
- 『右門捕物帖 血染の手形』 : 1938年4月28日公開
- 『業平の千太郎』 : 1938年8月18日公開
- 『右門捕物帖 拾万両秘聞』 : 1939年1月5日公開
- 『牢獄の花嫁』 : 1939年8月17日公開 - 監督、95分尺で現存（マツダ映画社所蔵[10]） / 96分尺で現存（日本名作劇場DVD発売）
- 『牢獄の花嫁 解決篇』（『牢獄の花嫁 後篇』[7]） : 1939年9月28日公開 - 監督、『牢獄の花嫁 解決篇』題で10分の断片のみが現存（NFC所蔵[5]）
- 『鍔鳴浪人 前篇』 : 1939年12月30日公開 - 監督、52分尺の『鍔鳴浪人』題で現存（NFC所蔵[5]）
- 『鍔鳴浪人 後篇』 : 1940年1月6日公開 - 監督、70分尺の『續 鍔鳴浪人』題で現存（NFC所蔵[5]）
- 『風雲将棋谷 前篇』 : 1940年8月15日公開
- 『風雲将棋谷 完結篇』（『風雲将棋谷 解決篇』[7]） : 1940年9月12日公開
- 『神変麝香猫 第一篇 地獄の門』 : 1940年12月30日公開
- 『神変麝香猫 解決篇』 : 1941年3月15日公開
- 『柳生月影抄』 : 1941年6月1日公開 - 監督、86分尺の再公開版が現存（NFC所蔵[5]）
- 『南方発展史 海の豪族』 : 製作日活京都撮影所・台湾総督府、1942年10月8日公開

### フリーランス
- 『ゴムまり』 : 製作マキノ映画、短篇教育映画、1947年9月完成 - 監督、15分尺の16mmフィルムが現存（NFC所蔵[5]）
- 『サザエさん 前後篇』 : 製作マキノ映画、配給松竹、1948年9月28日公開 - 監督、50分尺の『サザエさん 七転八起の巻』の題で現存（NFC所蔵[5]）
- 『ササエさん のど自慢歌合戦』 : 製作東洋スタジオ、配給大映、1950年7月29日公開
- 『エノケンの豪傑一代男』 : 製作エノケンプロダクション（榎本健一）、配給新東宝、1950年10月15日公開 - 監督、81分尺で現存（ジュネス企画DVD発売）
- 『西鶴一代女』 : 監督溝口健二、製作児井プロダクション・新東宝、配給新東宝、1952年4月17日公開 - 監督補佐、136分尺で現存（NFC所蔵[5]）
- 『右門捕物帖 謎の血文字』 : 製作・配給新東宝、1952年5月22日公開

### 大映京都撮影所
特筆以外すべて製作は「大映京都撮影所」、配給は「大映」である
- 『地獄太鼓』 : 1953年4月8日公開
- 『怪談佐賀屋敷』 : 1953年9月3日公開 - 監督、94分尺で現存（ハピネット・ピクチャーズDVD発売）
- 『怪猫有馬御殿』 : 1953年12月29日公開 - 監督、49分尺で現存（ハピネット・ピクチャーズDVD発売）
- 『妻恋黒田節』 : 1954年2月17日公開
- 『投げ唄左門一番手柄 死美人屋敷』 : 1954年5月23日公開
- 『投げ唄左門二番手柄 釣天井の佝僂男』 : 1954年7月28日公開
- 『赤穂義士』 : 1954年9月15日公開
- 『地獄谷の花嫁』 : 1955年1月22日公開
- 『天下を狙う美少年』 : 1955年4月8日公開
- 『悪太郎売出す』 : 1955年10月19日公開
- 『酔いどれ牡丹 前篇・地獄の使者 後篇・深夜の美女』 : 製作京都映画、配給松竹、1956年12月12日公開
- 『甘から横丁』 : 詳細不明、テレビ映画、1957年放映 - 監督引退記念作
- 『黄金奉行』 : 監督山田達雄、製作・配給新東宝、1958年6月29日公開 - 脚本（山田達雄と共同）
- 『愛は空の果てへ』 : 監督野口博志、製作・配給日活、1959年2月17日公開 - 出演「乾分C」役[7]
- 『アチャコ武芸帖』 : 製作MBS・吉本興業、1959年11月14日〜1960年2月6日放映[12]
- 『銀座旋風児 黒幕は誰だ』 : 監督野口博志、製作・配給日活、1959年12月7日公開 - 出演「黒川の乾分F」役[6]